# Veyreau
Veyreau (okzitanisch Vairau) ist eine französische Gemeinde mit 129 Einwohnern (Stand 1. Januar 2022) im Département Aveyron und in der Region Okzitanien (vor 2016 Midi-Pyrénées). Sie gehört zum Kanton Tarn et Causses im Arrondissement Millau. Die Einwohner werden Veyralains genannt.

## Lage
Veyreau liegt etwa 22 Kilometer ostnordöstlich von Millau. Das Gemeindegebiet gehört zum Regionalen Naturpark Grands Causses. Der Tarn begrenzt die Gemeinde im Norden. Umgeben wird Veyreau von den Nachbargemeinden Saint-Pierre-des-Tripiers im Nordwesten und Norden, Hures-la-Parade im Norden, Meyrueis im Nordosten und Osten, Lanuéjols im Osten und Südosten, Saint-André-de-Vézines im Süden sowie Peyreleau im Westen.

## Einwohnerentwicklung
| Jahr                       | 1962 | 1968 | 1975 | 1982 | 1990 | 1999 | 2006 | 2019 |
| Einwohner                  | 164  | 140  | 110  | 109  | 106  | 109  | 122  | 137  |
| Quellen: Cassini und INSEE |      |      |      |      |      |      |      |      |

## Sehenswürdigkeiten
- Priorat von Saint-Jean-de-Balmes aus dem 11. Jahrhundert, seit 1989 Monument historique

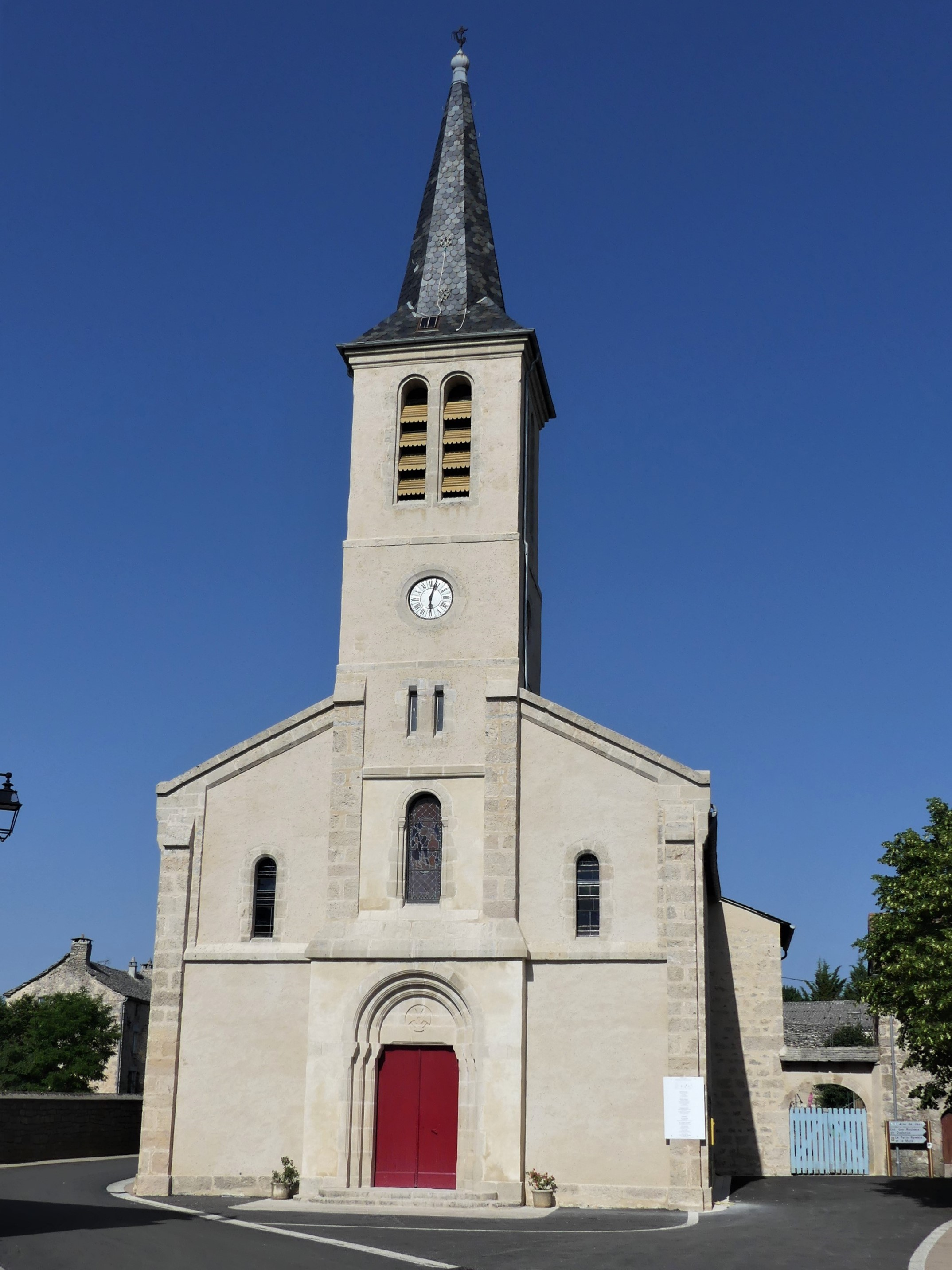
Kirche Saint-Jean-Baptiste

- Kirche Saint-Jean-Baptiste
- Schlucht von La Jonte